# Elisa Aguilar
Elisabeth Aguilar López, detta Elisa (Madrid, 15 ottobre 1976), è un'ex cestista spagnola.
Alta 172 cm per 75 kg, giocava come playmaker.

## Carriera
Con la Spagna ha disputato due edizioni dei Giochi olimpici (Atene 2004, Pechino 2008), tre dei Campionati mondiali (1998, 2006, 2010) e sette dei Campionati europei (1997, 2001, 2005, 2007, 2009, 2011, 2013).